# Brezovik, Nikšić
Brezovik este un sat din comuna Nikšić, Muntenegru. Conform datelor de la recensământul din 2003, localitatea are 334 de locuitori (la recensământul din 1991 erau 311 locuitori).

## Demografie
În satul Brezovik locuiesc 245 de persoane adulte, iar vârsta medie a populației este de 36,0 de ani (35,1 la bărbați și 36,9 la femei). În localitate sunt 86 de gospodării, iar numărul mediu de membri în gospodărie este de 3,88.
|  |

| Demografie | Demografie | Demografie |
| An         | Locuitori  | Locuitori  |
| ---------- | ---------- | ---------- |
|            |            |            |
|            |            |            |
|            |            |            |
|            |            |            |
| 1948       | 200        |            |
| 1953       | 216        |            |
| 1961       | 308        |            |
| 1971       | 264        |            |
| 1981       | 308        |            |
| 1991       | 311        | 300        |
| 2003       | 336        | 334        |

| \| Componența etnică conform recensământului din 2003[2] \| Componența etnică conform recensământului din 2003[2] \| Componența etnică conform recensământului din 2003[2] \| Componența etnică conform recensământului din 2003[2] \| Componența etnică conform recensământului din 2003[2] \| \| ----------------------------------------------------- \| ----------------------------------------------------- \| ----------------------------------------------------- \| ----------------------------------------------------- \| ----------------------------------------------------- \| \| \| \| \| \| \| \| Muntenegreni \| Muntenegreni \| \| 234 \| 70,05% \| \| Sârbi \| Sârbi \| \| 89 \| 26,64% \| \| necunoscută \| necunoscută \| \| 0 \| 0% \| |              |  |     |        |
| Componența etnică conform recensământului din 2003 |              |  |     |        |
| |              |  |     |        |
| Muntenegreni | Muntenegreni |  | 234 | 70,05% |
| Sârbi | Sârbi        |  | 89  | 26,64% |
| necunoscută | necunoscută  |  | 0   | 0%     |